# Øster Løgum Sogn
Øster Løgum Sogn er et sogn i Aabenraa Provsti (Haderslev Stift).
Øster Løgum Sogn hørte til Sønder Rangstrup Herred i Aabenraa Amt. Øster Løgum sognekommune blev ved kommunalreformen i 1970 indlemmet i Rødekro Kommune, der ved strukturreformen i 2007 indgik i Aabenraa Kommune.
I Øster Løgum Sogn ligger Øster Løgum Kirke. Genner Kirke blev i 1935 indviet som filialkirke, og Genner blev et kirkedistrikt i Øster Løgum Sogn. I 2010 blev Genner Kirkedistrikt udskilt som det selvstændige Genner Sogn.
I sognet findes følgende autoriserede stednavne:
- Andholm (bebyggelse, ejerlav)
- Barlund (bebyggelse)
- Damgård (bebyggelse)
- Genner (bebyggelse, ejerlav)
- Genner Strand (bebyggelse)
- Gennerhule (bebyggelse)
- Hanebjerg (areal)
- Hesselbjerg (bebyggelse)
- Hjaruplund (bebyggelse)
- Hovslund (bebyggelse, ejerlav)
- Hovslund Stationsby (bebyggelse)
- Kallesdal (areal)
- Kalvø (areal, bebyggelse, ejerlav)
- Knivsbjerg (areal)
- Kogager (bebyggelse)
- Kærsminde (bebyggelse)
- Lerskov (bebyggelse)
- Nørre Hjarup (bebyggelse, ejerlav)
- Nørrehede (bebyggelse)
- Nørreskov (bebyggelse)
- Rolandsbjerg (areal)
- Rugbjerg (bebyggelse, ejerlav)
- Samletgårde (bebyggelse)
- Stampenborg (bebyggelse)
- Stenhøj (areal, bebyggelse)
- Tyrholm (bebyggelse)
- Vestermark (bebyggelse)
- Øster Løgum (bebyggelse, ejerlav)
- Øster Løgum Mark (bebyggelse)
- Øster Løgum Østermark (bebyggelse)
- Østerhede (bebyggelse)

## Afstemningsresultat
Folkeafstemningen ved Genforeningen i 1920 gav i Øster Løgum Sogn 869 stemmer for Danmark, 181 for Tyskland. Af vælgerne var 131 tilrejst fra Danmark, 58 fra Tyskland. 